# Manoir des Vallées
Le manoir des Vallées est un édifice situé à Barneville-la-Bertran dans le département du Calvados en Normandie.
Il est inscrit au titre des Monuments historiques.

## Histoire
Il fut l'objet de nombreux sondages et relevés archéologiques à la fin du XXe siècle. L'emploi de la pierre de travertin ainsi que son style d'architecture anglo-normand - il associe une salle de réception ou aula à l'ouest à un logis principal à l'est - suggère que le manoir fut bâti au XIIe siècle ou au début du XIIIe siècle.

## Architecture
L'édifice est composé de trois parties principales qui furent construites à des périodes distinctes. La première partie (le logis principal) ainsi que le rez de chaussée de la seconde partie (l'aula) furent édifiés au XIIe siècle ou au début du XIIe siècle. Le deuxième étage de la seconde partie fut construit au XVe siècle. La troisième partie fut construite au XVIIe siècle.
Le manoir fut bâti pour la famille de Barneville, famille cadette des Bertran, grande famille de la noblesse normande[réf. nécessaire].